# Трек II
Трек II — второй студийный альбом свердловской рок-группы «Трек», выпущенный в 1981 году как магнитоальбом. В 1996 году вошёл в состав официального двухдискового переиздания наследия группы — «Три альбома», изданного фирмой звукозаписи En Face Tutti Records (номер по каталогу ETR 013).

## Об альбоме
Запись происходила летом 1981 и является образцом дальнейшего творческого развития группы («жёсткие минималистические аранжировки») и звукорежиссёра «Полковника» (создание новаторских звуковых спецэффектов с помощью переделанной отечественной звукозаписывающей аппаратуры). В частности, в композиции «Космогония»:

В этой записи нами под патронажем «Полковника» были применены многочисленные ухищрения на «Тембре-2»: ревербераторные вариации с гитарными шорохами и всполохами, воспроизводимые на разных скоростях, «задержанный» ревер на отдельную гитарную фразу, обратное воспроизведение звона тарелок и прочих звуков, а вначале слышится звук барабанных палочек друг о друга, вопрос И. Скрипкаря: «?очт, уН» и кое-что ещё, но неизменно на двух дорожках «Тембра-2»— М. Перов. Из аннотации к сборнику «Трек. Лучшие песни 1980 - 1983»
Песня «Парад времени», помимо других авторских композиций, вошла позднее также в планирующуюся концептуальную программу «Некоторые вопросы, волнующие нас» (1983—1984), которая должна была исполняться совместно музыкантами «Трека» и группы «Урфин Джюс».

## Список композиций
Все тексты написаны Аркадий Застырец.
| №  | Название                    | Музыка                   | Длительность |
| -- | --------------------------- | ------------------------ | ------------ |
| 1. | «Кто ты есть…?»             | А. Балашов               | 4:36         |
| 2. | «Гонки»                     | И. Скрипкарь, А. Балашов | 4:20         |
| 3. | «В кинематографе»           | И. Скрипкарь, М. Перов   | 3:49         |
| 4. | «Выбор есть (части I и II)» | А. Балашов, М. Перов     | 10:40        |
| 5. | «Парад времени»             | А. Балашов               | 3:57         |
| 6. | «Космогония»                | А. Балашов               | 6:59         |

## Участники записи
- Андрей Балашов — вокал, клавишные
- Михаил Перов — гитара
- Игорь Скрипкарь — бас-гитара, вокал
- Евгений Димов — ударные
- Настя Полева — вокал (4,5)

Технический персонал
- Звукорежиссёр: Александр «Полковник» Гноевых